# Пафиопедилум Дэя
Пафиопедилум Дэя или Пафиопедилюм Дэя (лат. Paphiopedilum dayanum) — вид многолетних травянистых растений семейства Орхидные.
Вид не имеет устоявшегося русского названия.

## Синонимы
По данным Королевских ботанических садов в Кью:
- Cypripedium spectabile var. dayanum Lindl. 1860 basionym
- Cypripedium dayanum (Lindl.) Rchb.f. 1862
- Cypripedium petri Rchb.f. 1880
- Cypripedium ernestianum L.Castle, 1887
- Cypripedium peteri Rchb.f., 1887, orth. var.
- Paphiopedilum petri (Rchb.f.) Pfitzer 1894
- Paphiopedilum dayanum var. petri (Rchb.f.) Pfitzer 1903
- Cordula dayana (Lindl.) Rolfe 1912
- Cordula petri (Rchb.f.) Rolfe 1912

## Природныеразновидности
Фоули выделяет две формы Paph. dayanum. Форма встречающаяся на высотах около 500 метров отчасти напоминает Paphiopedilum lawrenceanum var. coloratum и высокогорная форма встречающаяся на высотах около 900 м.

## Этимология
Вид назван в честь коллекционера орхидей и живописца John Day of Tottenham.

## Биологическое описание

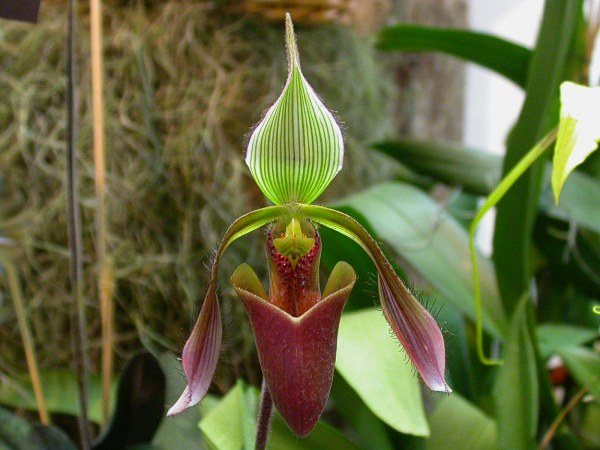
Paphiopedilum dayanum

Побег симподиального типа, скрыт основаниями 4—6 листьев.
Листья зеленые с беловато-жёлтым пёстрым рисунком, до 21 см длиной, 5 см шириной.
Соцветие одноцветковое, до 20-34 см длиной, густо опушённое, пурпурное.
Цветки до 18 см в диаметре, согласно другому источнику от 10 до 12,5 см.
Хромосомы: 2n=36.

## Ареал, экологические особенности

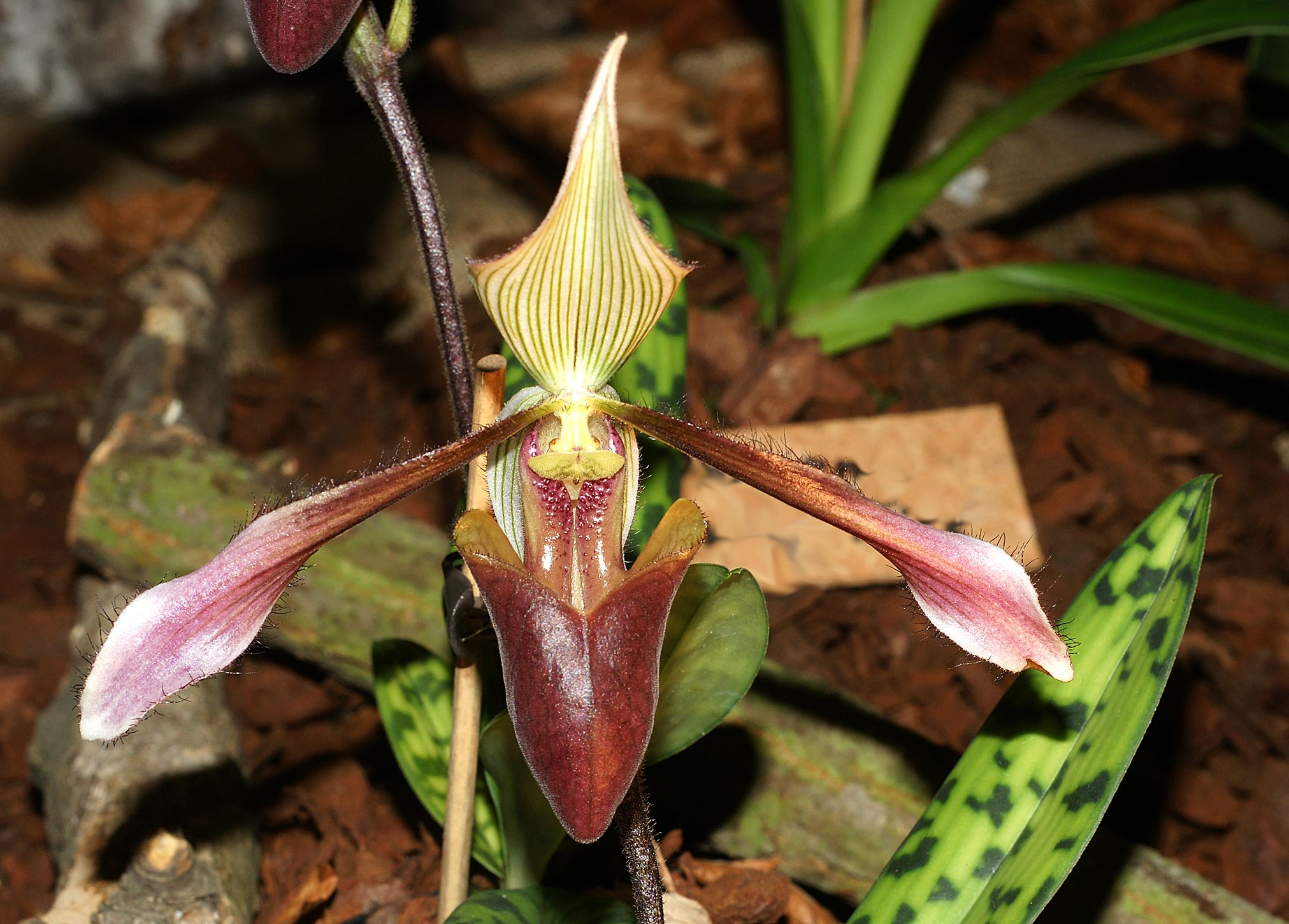
Paphiopedilum dayanum
Дрезден. Европейский орхидологический конгресс.

Эндемик северо-восточного Калимантана.
Встречается в лесах на высотах от 300 до 1500 метров над уровнем моря.
Умеренно-тенистые места между корнями деревьев и на скалах. Субстрат: мхи, опавшие листья. Цветёт в марте — мае.
Относится к числу охраняемых видов (I приложение CITES).

## В культуре
Не сложный в содержании вид. В зимний период можно немного понизить температуру и слегка уменьшить полив. При высокой влажности и при отсутствии циркуляции воздуха может сбрасывать бутоны.
Температурная группа — тёплая, согласно другому источнику умеренная.
Посадка в пластиковые и керамические горшки с несколькими дренажными отверстиями на дне, обеспечивающими равномерную просушку субстрата.
Частота полива подбирается таким образом, чтобы субстрат внутри горшка не успевал высохнуть полностью.
Основные компоненты субстрата: см. статью Paphiopedilum.
Некоторые известные клоны:
- Paph. dayanum 'Candor Dusky Rose' AM/AOS
- Paph. dayanum 'Candor Topper' HCC/AOS